# John Andersson (boxare)
John Andersson, född 2 mars 1909 i Stockholm, död 24 maj 1979 i Stockholm, var en svensk boxare.
John Andersson började boxa i Djurgårdens IF på 1920-talet. Han tog två SM-guld för Djurgårdens IF (1929 och 1931) och tog även ett EM-brons 1930. Andersson blev 1933 Sveriges första professionelle Europamästare. Han boxades mestadels utomlands, bland annat i Frankrike och USA. I USA matchades han hårt och mötte ett flertal före detta och blivande världsmästare. Hans största seger var när han poängslog den tidigare världsmästaren Mickey Walker. Andersson hann med hela 92 proffsmatcher innan karriären var över 1941. Sammanlagt hade han 43 vinster, 17 oavgjorda och 32 förluster.